# Igelsee (Naturschutzgebiet)
Das Gebiet Igelsee ist ein mit Verordnung vom 1. Oktober 1992 des Regierungspräsidiums Tübingen ausgewiesenes Naturschutzgebiet (NSG-Nummer 4.211) im Norden der baden-württembergischen Gemeinde Neukirch in Deutschland.

## Lage
Das rund 17 Hektar große Naturschutzgebiet Igelsee gehört naturräumlich zum Westallgäuer Hügelland. Es liegt nördlich der Ortsmitte Neukirchs, östlich des Ortsteils Oberrussenried und westlich von Vorderessach, auf einer Höhe von 545 m ü. NN.

## Schutzzweck
Wesentlicher Schutzzweck ist die Erhaltung des Flach- und des Hangquellmoores mit seinen umliegenden Streuwiesen und Wiesenflächen. Zur Erhaltung und ökologischen Verbesserung dieses Lebensraumes ist die Schaffung von Pufferzonen und die Durchführung von anderen Schutz- sowie von Pflegemaßnahmen notwendig.